# Кансо, Елизавета Сергеевна
Елизавета Сергеевна Кансо (род. 29 июня 2004, Москва) — российская прыгунья в воду.

## Карьера
Летом 2019 года стала чемпионкой Европы среди юниоров по прыжкам в воду, выиграв соревнование по прыжкам с 10-метровой вышки среди девушек.
В декабре 2021 года на юниорском чемпионате мира завоевала бронзу в соревнованиях по прыжкам с 10-метровой вышки.
Летом 2022 года на чемпионате России по прыжкам в воду в командных соревнованиях в паре с Григорием Ивановым завоевала золотую медаль; дуэт заработал в сумме 358,40 балла. Через год, на следующем чемпионате России в соревнованиях по прыжкам в воду с 3-метрового трамплина среди женщин завоевала серебряную медаль, уступив по итогам соревнования Юлии Тимошининой и опередив Ульяну Манаенкову.